# Château de Lanniron
Le château de Lanniron (XVe - XIXe siècle) est situé sur le territoire de la commune de Quimper dans le Finistère, en Bretagne. Ancienne résidence d'été des évêques de Cornouaille, il fait l'objet d’une inscription au titre des monuments historiques depuis le 6 mai 1988 et depuis le 23 décembre 1992.
Un camp de prisonniers de guerre y était installé, de 1940 à 1946, et nommé « Frontstalag 135 » jusqu'en 1944.

## Histoire
La présence des évêques de Cornouaille à Lanniron est attestée depuis le XIIe siècle.
Un premier corps de logis est créé par l'évêque de Cornouaille Bertrand de Rosmadec au XVe siècle.
Nicolas Caussin, confesseur du roi Louis XIII, passa un temps en exil à Quimper et à Lanniron.
Monseigneur René du Louët témoigna son soutien à la mystique Marie-Amice Picard qui fut accusée de sorcellerie et attesta des faits extraordinaires qui lui étaient attribués par lettre du 1er août 1667 donnée à Lanniron.
Des jardins en terrasse sont construits entre 1668 et 1706 par Monseigneur François de Coëtlogon. Contemporains de ceux créés à Versailles, leur ancienneté en fait un rare exemple dans l'ouest de la France. En 1695, le docteur et poète vannetais Nicolas de Bonnecamp (1630-1704) en donne une description précise en 432 alexandrins.
L'aile ouest est ajoutée par Monseigneur Auguste François Annibal de Farcy dans les années 1760. C'est à cette époque que Lanniron fut fréquenté par Elie Fréron.
Lanniron est confisqué comme bien national durant la révolution française sous l'épiscopat de Monseigneur Toussaint-François-Joseph Conen de Saint-Luc bien que ce ne soit pas un bien d'église mais la propriété personnelle de l'évêque en place qui était prié de la racheter à la famille de son prédécesseur.
28 janvier 1791 Adjudication définitive de la terre de Lanniron, bien national, à M. Pierre Joseph André Malin, capitaine de Vaisseau demeurant à Brest.
19 août 1805 (Ier Fructidor an XIII) Vente de Lanniron par M. Malin à M. François Marie Toussaint Léon de Treverret ex-payeur de la guerre à Quimper et son épouse Mme Caroline Raymonde Rosalie Perrin, demeurants à Quimper.
16 mai 1809 Vente de Lanniron par M. et Mme Léon de Treverret à M. Guillaume Kerbriand-Postic & Mme Thérèse Lavallée son épouse, négociants demeurants à Morlaix.
15 juin 1822 Vente par M. et Mme Kerbriand-Postic, demeurants à Paris à M. Emmanuel Calixte Harrington, gentilhomme britannique de mère française. Il a fait édifier par l'architecte Jean-Baptiste Bigot (père de l'architecte Joseph Bigot) la façade actuelle de style néo-classique, ressemblant à une villa palladienne avec son prostyle à 6 colonnes ioniques.
23 mars 1833 Vente par M. Harrington, demeurant à Ergué-Armel à MM. Hypolite Sire et Constant Chauveau-Sire, banquiers demeurants à Boulogne-sur-Mer.
12 juillet 1833 Vente de Lanniron par  MM. Hypolite Sire et Constant Chauveau-Sire à M. Charles Fidèle de Kerret et Mme Marie Marguerite Félicie Le Feuvre de la Faluère son épouse dont les descendants sont les actuels propriétaires.
Sa fille Hermine de Kerret épouse Georges Blanchet de La Sablière. Ils vivent à Lanniron. En 1860 il est le parrain de la cloche de l'église d'Ergué-Armel. 
Né en 1863 à Lanniron, son petit-fils Georges Blanchet de la Sablière, féru de voyages comme son oncle René de Kerret qui voyagea avec l'escadre de l'amiral Auguste Febvrier Despointes, fera de nombreux voyages notamment en Alaska. Ce sont ces voyages qui seront à l'origine de la collection botanique de Lanniron.

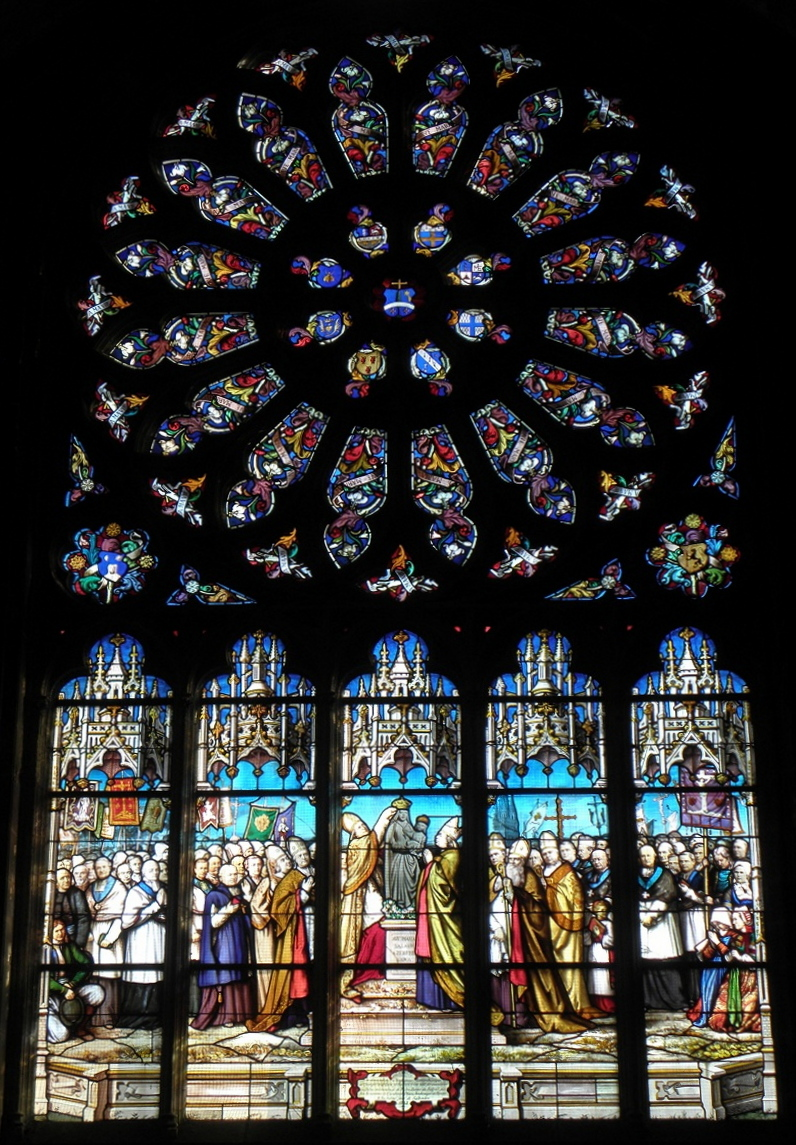
Vitrail du couronnement, basilique du Folgoët.

 Mademoiselle Geneviève Blanchet de la Sablière, propriétaire de Lanniron entre 1896 et 1922 est représentée à genoux avec sa cousine Marthe du Homme debout à droite sur le vitrail du couronnement de la basilique du Folgoët.

### Le camp de prisonniers entre 1940 à 1946

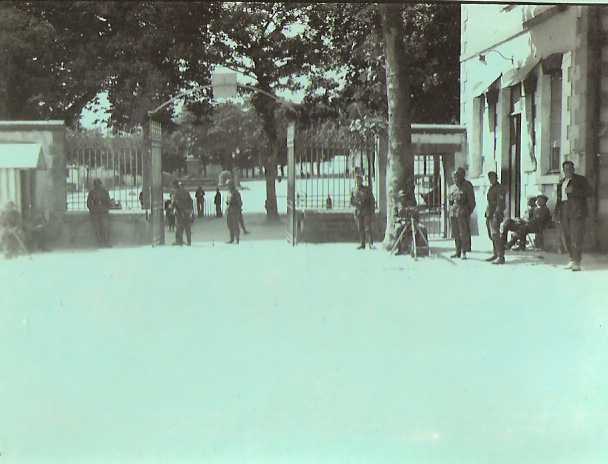
Entrée du camp « Frontstalag 135 » en 1940.

La ville de Quimper abrita un camp de prisonniers de guerre à Lanniron, le « Frontstalag 135 », de 1940 à 1946. Après avoir été dans les locaux de la caserne de La Tour-d’Auvergne (dans l'actuel collège du même nom) depuis le 25 juin 1940, le camp s'installa sur la rive gauche de l'Odet dès septembre 1940. À cette date, des terrains privés furent réquisitionnés par les autorités militaires allemandes d'occupation, soit plus de 8 hectares à l'emplacement actuel du bois au sud du château de Poulguinan, de l'orangerie et du camping de Laniron (à l'ouest du golf). Au début du mois de novembre 1940, le château de Lanniron fut également réquisitionné et mis à disposition des officiers commandant le camp de prisonniers, dirigé par l'Hauptmann Queish du bataillon de sécurité Landesschutzen 388. 
À partir de la fin de l'année 1940, et jusqu'en août 1944, le site sera le lieu de l'emprisonnement de Français, principalement des militaires issus des colonies d'Afrique française du Nord, d'Indochine française, d'Afrique-Équatoriale française et d'Afrique-Occidentale française, dites des « troupes coloniales ». Ceux-ci ont été jugés indésirables par le régime national-socialiste sur le sol allemand.
Selon un rapport de la Croix-Rouge, il y avait « 803 blancs, 6 592 hommes de couleur, 31 noirs, 320 annamites (dont une centaine de civils), soit un total de 7 746 hommes » en mai 1941 à Lanniron et à l'annexe du camp, localisée à l'école Saint-Charles. L'historienne Armelle Mabon estime cependant que le nombre de prisonniers issus des colonies fut supérieur de plusieurs centaines. Dix soldats coloniaux décèderont dans le camp. Un des bâtiments du camp fait office de mosquée, un autre de bibliothèque.
À partir d'août 1944, et jusqu'en juin 1946, le camp deviendra un camp de prisonniers de guerre allemands. En septembre 1945, le CICR recensait 3 853 détenus. On dénombra 39 décès allemands. Le camp de prisonniers fut fermé le 29 juin 1946 car les autorités militaires françaises levèrent la réquisition des terrains qui furent alors restitués à leur propriétaire. Aujourd'hui, aucune trace du camp n'est visible puisqu'il fut entièrement démoli. 
Une stèle à la mémoire des prisonniers de guerre a été inaugurée le 18 mai 2010, allée de Laniron. Sur la plaque, il est écrit que « plus de 2000 soldats métropolitains et 7746 soldats issus des colonies françaises d’Afrique et d’Asie » ainsi que « 3853 prisonniers de guerre allemands y furent internés ».

### Après guerre
Pendant la Tempête de 1987 le parc perd plus de 400 arbres, la propriété est dévastée. Il s'ensuit un vaste programme de restauration débuté dans les années 1990 et qui devra s'achever par la restitution des jardins tels que dessinés au XVIIe siècle.
Les allées ont été replantées, l'orangerie a été réaménagée, le canal du XVIIe siècle fut recreusé et réalimenté, 1,5 km de murs ont été restaurés, le bassin du Neptune enfoui dans la vase à l'ouest des terrasses a été reconstruit sur ses fondations, 3 des 5 bassins ornant les terrasses ont été restitués en 2005. Il reste à refaire aujourd'hui, pour achever le projet, 2 bassins ainsi que le tracé et la plantation des parterres.
Dans un souci de restauration soignée, les jardins ont fait l'objet de fouilles en juillet 2011 sous la direction d'Anne Alliment-Verdillon,, formée à la Villa Médicis.

## Activité actuelle
C'est pour soutenir la restauration des jardins et la conservation du site qu'une activité touristique a vu le jour. Aujourd'hui le domaine abrite un camping Sunélia 5 étoiles, des gîtes, un golf, un restaurant, des salles de réceptions, des locations de bureaux, et le parc est ouvert à la visite. Depuis 2020, le domaine accueille aussi des spectacles de fauconnerie ainsi qu'un parcours d'accrobranche. 
Le golf de Lanniron est un parcours neuf trous de 1 388 mètres agréé par la Fédération française de golf et membre du réseau Golfy. Le golf est aussi équipé d'un espace d'entraînement avec practice, putting green et bunkers. Une école de golf existe également avec des cours enseignés par Bertrand Coathalem professionnel et champion de golf .
Le restaurant a notamment accueilli le vernissage du peintre Yann Queffelec à l'occasion de la publication de son œuvre avec le poète Henry Le Bal, «L'Ile nue».
Depuis de nombreuses années, l'Orangerie accueille les Semaines musicales et plusieurs artistes tels que : François-Frédéric Guy, Ophélie Gaillard, Zhu Xiao-Mei, Anne Queffélec, Daishin Kashimoto, Claire-Marie Le Guay, Éric Le Sage, Shiho Narushima sont passés dans ses murs.
Chaque année, le parc est également ouvert dans le cadre de la campagne Neurodon, des Rendez-vous aux jardins et des Journées européennes du patrimoine.

## Architecture
Architecture néo-classique d'inspiration palladienne reconnaissable à ses frontons et ses colonnades.

## Armorial des propriétaires
| Image   | Armoiries du propriétaire |
| ------- | --- |
|         | 1290-1320 : Alain Rivelen, dit Morel, de Riec |
|         | 1320-1322 : Thomas d'Anast, ancien doyen du chapitre d'Angers d'or à la croix engrêlée de sable, cantonnée de quatre étoiles de même. |
|         | 1322-1324 : Bernard du Plouget, franciscain, nommé par le pape le 19 juillet 1322, transféré à Nîmes, sans être jamais venu à Quimper |
|         | 1324-1326 : Guy de Laval, transféré au Mans |
|         | 1326-1330 : Jacques de Corvo, transféré à Toulon |
|         | 1330-1333 : Yves Le Prévôt de Bois Boëssel, transféré à Tréguier, puis à Saint-Malo en janvier 1333 |
|         | 1333-1335 : Alain Gontier, ancien principal du collège de Navarre, ancien évêque de Saint-Malo Ses armoiries dont on ignore les couleurs sont: écartelé 1/4 d'une fasce 2/3 un sautoir |
|         | 1335-1352 : Alain Le Gall, de Riec |
|         | 1352-1357 : Geoffroy de Coëtmoisan , précédemment abbé de la Couture au Mans, transféré à Dol une croix cantonnée de quatre hures de sanglier. |
|         | 1357-1383 : Geoffroy Le Marhec d'argent au lion de gueules chargé d'une fasce de sable à trois molettes d'argent. |
|         | 1384-1408 : Thebaud de Malestroit, ancien évêque de Tréguier |
|         | 1408-1416 : Gatien de Monceaux, nantais, il fit voûter le chœur de la cathédrale d'azur à la fasce d'argent, accompagné de trois étriers d'or |
|         | 1416-1444 : Bertrand de Rosmadec, se démit en août 1444, mort en 1445, il entreprit en 1424 la réfection de la nef de la cathédrale |
|         | 1444-1451 : Alain de Lespervez, franciscain, transféré de Tréguier, nommé archevêque in partibus de Césarée-en-Palestine le 16 janvier 1451, † 1455 |
|         | 1451-1472 : Jean de Lespervez, neveu du précédent et son coadjuteur depuis le 23 décembre 1449 écartelé aux 1 et 4 : de sable à trois jumelles d’or, (Lespervez) ; au 2 d’or à deux fasces d’azur accompagnées de huit merlettes de gueules (Briquebec) ; au 3 : d’or au lion de sinople armé, lampassé et couronné de gueules (Painel-Hambye). |
|         | 1472-1479 : Thibaut ou Thébaud de Rieux |
|         | 1479-1484 : Guy du Boschet ou Bouchet, vice-chancelier de Bretagne |
|         | 1484-1493 : Alain Le Maout, du Faouët, transféré de Léon |
|         | 1493-1501 : Raoul Le Moël |
|         | 1501-1540 : Claude de Rohan |
|         | 1540-1546 : Guillaume Eder |
|         | 1546-1549 : Philippe de la Chambre, évêque de Tusculum, nommé administrateur de l'évêché de Cornouaille le 19 juillet 1546 D'azur, semé de fleur de lis d'or, à la bande de gueules brochant sur le tout. |
|         | 1550-1560 : Nicolas Cajetan di Sermonetta, se démit le 5 avril 1560 en faveur du suivant |
|         | 1560-1571 : Étienne Boucher, champenois, ancien secrétaire de Catherine de Médicis et premier secrétaire de l'ambassade de France à Rome |
|         | 1573-1583 : François de la Tour, de Plougonven, transféré à Tréguier |
|         | 1583-1614 : Charles du Liscouët |
|         | 1614-1640 : Guillaume Le Prestre de Lézonnet |
|         | 1640-1668 : René du Louët de Coetjunval Fascé de vair et de gueules. |
|         | 1668-1706 : François de Coëtlogon |
|         | 1707-1739 : François-Hyacinthe de Plœuc du Timeur |
|         | 1739-1771 : Auguste François Annibal de Farcy de Cuillé |
|         | 1772-1773 : Emmanuel-Louis de Grossoles de Flamarens, transféré à Périgueux |
| ch=grfl | 1773-1790 : Toussaint-François-Joseph Conen de Saint-Luc Coupé d'or et d'argent, au lion de l'un en autre, armé, lampassé et couronné de gueules. |
|         | Famille Malin |
|         | Famille Léon de Tréverret D'or, à la fasce vivrée de gueules. |
|         | Famille Kerbriand-Postic |
|         | Famille Harrington |
|         | Famille de Kerret de Quillien Ecartelé aux 1 et 4 : d’or au lion morné de sable, à la cotice de gueules brochante, qui est Kerret ; aux 2 et 3 : d’argent à deux pigeons affrontés d’azur, becquetant un cœur de gueules, qui est du Val. |
|         | Famille Blanchet de la Sablière D'azur à la bande d'argent accostée de deux lys tigés en bande du même. |
|         | Famille Hersart de La Villemarqué D'or à la herse de sable. |
|         | Famille de Massol de Rebetz D'or à l'aigle bicéphale de sable, coupé de gueule au dextrochère tenant une masse (ou marteau d'arme) mouvant d'une nuée d'argent à senestre. |